# تاريخ أوزبكستان

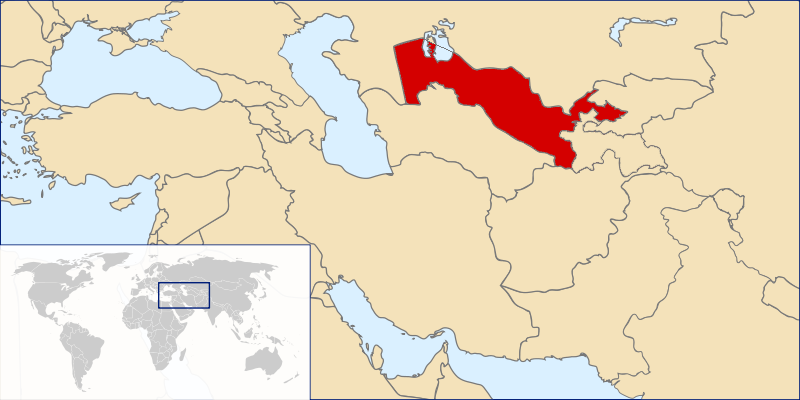
موقع أوزباكستان الآن.

يرجع تاريخ أوزبكستان إلى عهود موغلة في القدم فقد عثر فيها على آثار إعمار بشري يعود إلى العصر الحجري، ولكن التاريخ المسجل لأوزبكستان يبدأ حينما دخلت هذه المنطقة ضمن نطاق الامبراطورية الأخمينية في عهد داريوس (542-486 ق.م)، وتعرَّضت المنطقة في القرن الرابع ق.م لجيوش الاسكندر المقدوني، وأسس ديودوتس حاكم باكترية (بلخ) السلوقي مملكة مستقلة فيها سنة 250ق.م. انتقلت السيطرة على هذه النواحي إلى الفرس الساسانيين في عهد أردشير الأول سنة 227، وفي العهد الساساني تولى حكم الصغد وباكترية حكام من الأُسرة المالكة الساسانية. وفي أواسط القرن الرابع الميلادي تعرضت تركستان الغربية (أوزبكستان) لغزوات الهون الذين اخترقوا منطقة الصغد في موجات متعاقبة كان آخرها موجة الهياطلة الذين هددوا حدود الامبراطورية الساسانية ما يقارب المئتي عام حتى سحقهم كسرى أنوشروان (531- 579) بوساطة غزاة جدد قادمين من وراء نهر سيحون يعرفون بالأتراك الغربيين، وبقيت تحت حكمهم ما يقارب القرن. في نهاية القرن الأول الهجري/الثامن الميلادي، فتح العرب المسلمون بلاد ماوراء النهر، والنهر هو نهر جيحون (أمودارية) ومنذئذ دانت البلاد بالإسلام الذي تكامل انتشاره في القرون التالية، ونجح السامانيون (261- 389هـ/874- 999م) في تأسيس سلالة حاكمة في ماوراء النهر، واتخذوا بخارى عاصمة لهم.

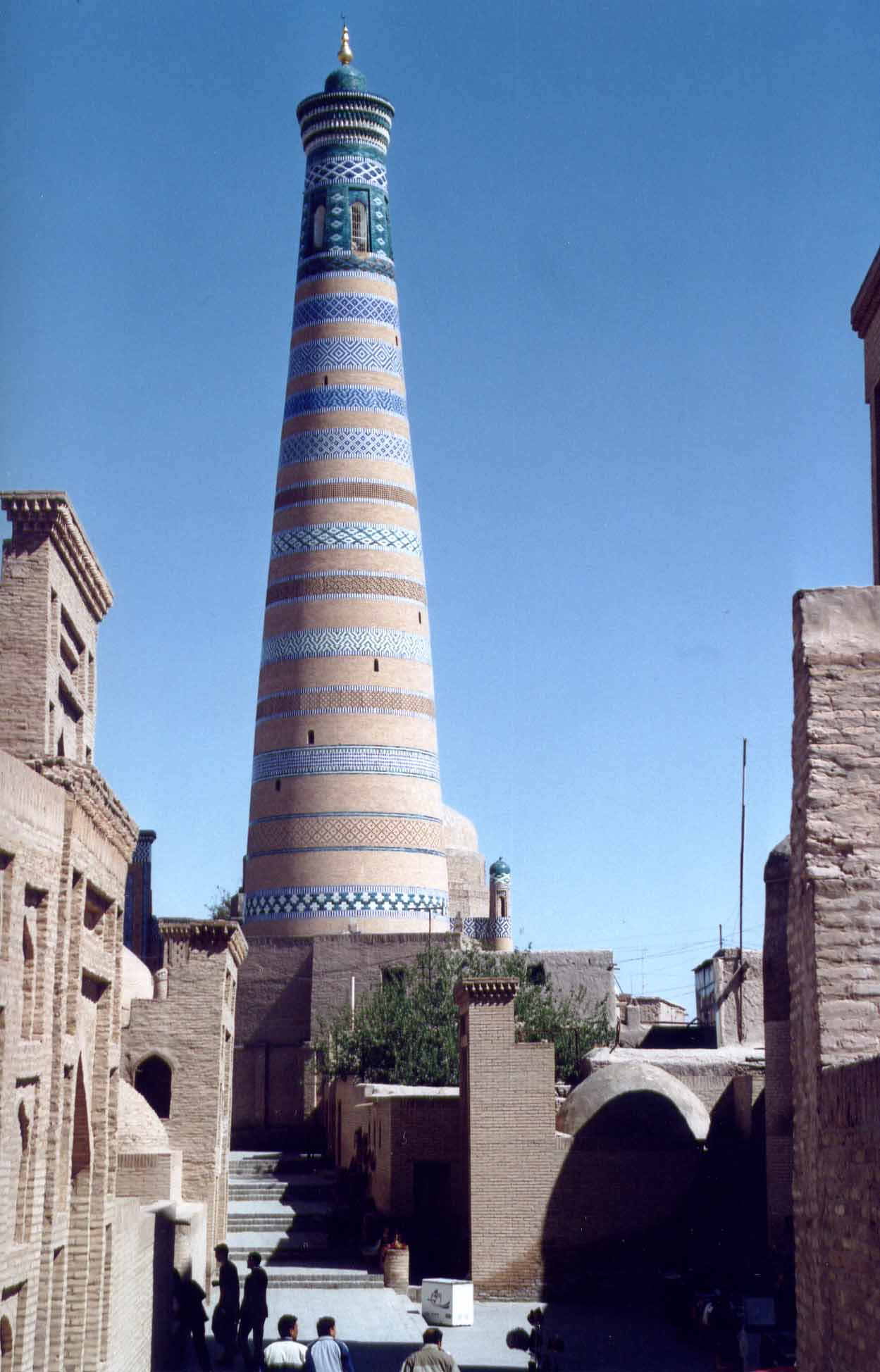
مدينة خوارزم

في نهاية القرن العاشر الميلادي، استولى الأتراك القرة خانيون على ماوراء النهر، ولكن حكمهم لم يستمر طويلاً لوقوع هذه المنطقة تحت سيطرة السلاجقة من منتصف القرن الخامس الهجري، وبقيت بلاد ما وراء النهر من ممتلكات السلاجقة ما يقارب القرن، ولكن قبل وفاة السلطان السلجوقي سنجر سنة 552هـ/1157م لم يبق للحكم السلجوقي في ما وراء النهر سوى الاسم، وصارت خوارزم مركزاً لسلالة تركية مستقلة هي سلالة خوارزم شاه، وتعرَّضت المنطقة سنة 1220م لاجتياح المغول بقيادة جنكيز خان وبعد وفاته كانت منطقة ماوراء النهر والسهوب الواقعة شمالي شرقي سيحون وكشغر من نصيب ابنه الثاني جغتاي. حكم جغتاي وخلفاؤه من بعده هذه المناطق حتى أوائل الرابع عشر الميلادي، حينما انتقلت ماوراء النهر إلى يد الغازي الكبير تيمورلنك، وفي نهاية القرن الخامس عشر الميلادي، استولى الأوزبك بقيادة محمد شيباني خان على ما وراء النهر. حكم الشيبانيون المنطقة حتى سنة 1568م حين انتقل الحكم إلى أسرة جنيد وفي النصف الثاني من القرن الثامن عشر خسر أبو الغازي خان (1758- 1785) آخر حاكم من سلالة جنيد سلطته على زعماء قبائل المانغيت التي استطاعت بشخص مراد شاه (1785- 1800) أن تغتصب العرش، وفي بداية القرن التاسع عشر الميلادي سيطر على المنطقة الممتدة ما بين سيحون وجيحون، ثلاث خانيات: خانية بخارى، وخانية خيوة (خوارزم سابقاً)، وخانية كوكند (خوقند).

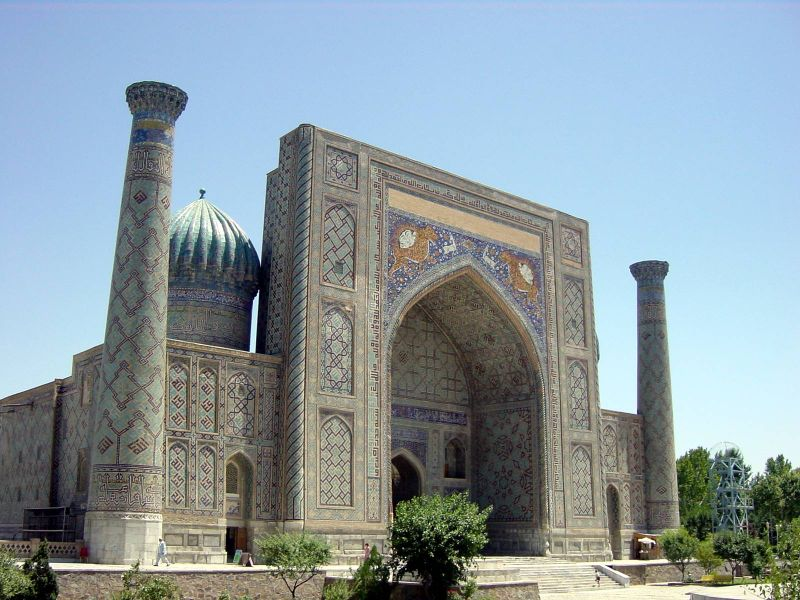
مدينة سمرقند

خلال القرن التاسع عشر الميلادي هزم الروس الخانات، أو وقع بعضهم تحت تأثيرهم. ثم كسب الشيوعيون السلطة في روسيا عام 1917م، وأصبحت أوزبكتسان جمهورية سوفيتية في 27 تشرين الأول 1924م. طبقت الحكومة السوفيتية سلطة صارمة على مظاهر الحياة كلها في أوزبكستان حتى أواخر الثمانينيات من القرن العشرين. وفي عام 1990م أعلنت الحكومة الأوزبكية هيمنة قوانينها على القوانين السوفيتية. ومع تفكك الاتحاد السوفيتي عام 1991م، أصبحت أوزبكستان دولة مستقلة في 20 حزيران سنة 1991. وقد أدّت التغييرات المتسارعة إلى حدوث بعض مظاهر عدم الارتياح، فقد نتج عن التغييرات السياسية والاقتصادية زيادة في الأسعار والبطالة كما أدت الصعوبات الاقتصادية إلى زيادة التدهور في العلاقة بين المجموعات العرقية. أجريت أول انتخابات رئاسية بعد الاستقلال في ديسمبر 1991م. فاز إسلام كريموف ممثل حزب الشعب الديمقراطي الأوزبكي ورئيس الحزب الشيوعي السابق وأصبح رئيسًا. وفي عام 1995م، أجري استفتاء سمح بموجبه لكريموف بتمديد فترة رئاسته حتى عام 2000م.

## العهود المبكرة

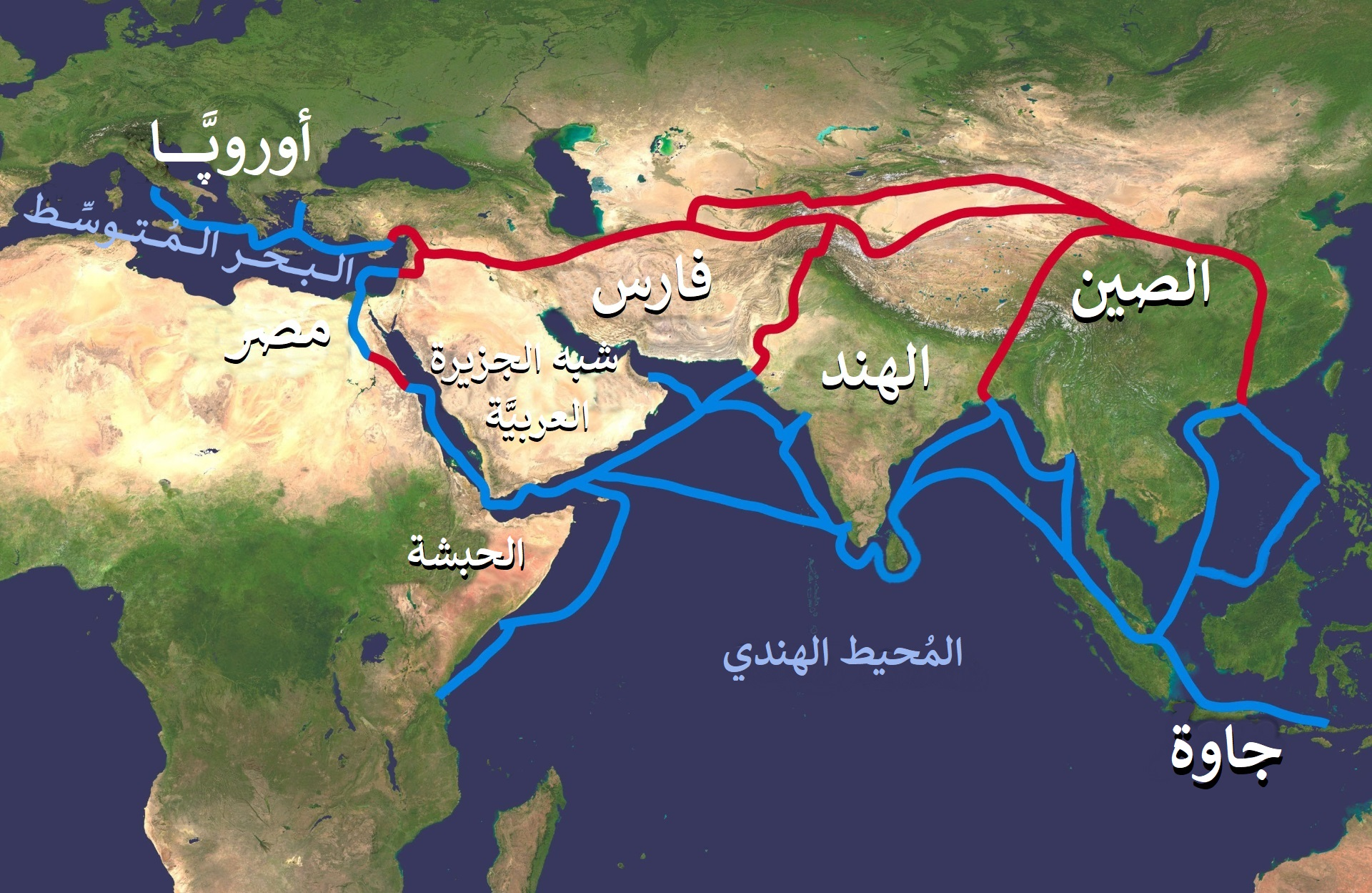
طريق الحرير كان يمتد من جنوب أوروبا ويمر في السعودية والصومال ومصر وبلاد فارس والهند وجاوة وفييتنام حتى يصل إلى الصين.

كان الإيرانيون الرحل أول شعب عرف أنه أحتل آسيا الوسطى حيث وصلوا إلى المروج الشمالية بما يعرف الآن أوزبكستان في وقت ما في الألف الأول قبل الميلاد. بدأت هؤلاء الإيرانيون الرحل الذين تكلموا اللهجات الإيرانية، بالاستقرار في آسيا الوسطى، وبناء نظام ري ممتد على طول الأنهار في المنطقة. في هذا الوقت، بدأت مدن مثل بخارى وسمرقند لتبدو وكأنها مراكز سياسية وثقافية. بحلول القرن الخامس قبل الميلاد سيطر السغد وتخار على منطقة باختريا. كما بدأت الصين في تطوير تجارت الحرير مع الغرب، أخذت المدن الإيرانية الاستفادة من هذه التجارة وأصبحت مركزا لتلك التجارة. باستخدام شبكة واسعة من المدن والمستوطنات في بلاد ما وراء النهر (عرف الاسم عند الجغرافيين والمؤرخين العرب المسلمين والتي تعرف اليوم بأوزبكستان) واشرق الأقصى في ما يعرف اليوم بالصين وبالتحديد في منطقة شينجيانغ الويغورية ذاتية الحكم، وأصبح الوسطاء السغد أغنى من التجار الإيرانيين أنفسهم. وبسبب هذه التجارة أصبح هناك بما يعرف باسم طريق الحرير، وأصبحت سمرقند في نهاية المطاف مدينة ثرية للغاية، وصارت بلاد ما وراء النهر في وقت ما واحدة من المقاطعات الفارسية الأكثر نفوذا وقوة في العصور القديمة.
كانت ثروة ما بلاد النهر مطمع دائم لغزوات قادمة من السهوب الشمالية ومن الصين أيضا. وقد حدث العديد من الحروب البينية بين الشغد والفرس والصينيين الذين كانوا في صراع دائم على منطقة ما وراء النهر. الاسكندر الأكبر سيطر على المنطقة في 328 قبل الميلاد، مما جعلها لفترة وجيزة تحت سيطرة الامبراطورية المقدونية.
في القرون نفسها كانت المنطقة أيضا مركزا هاما للحياة الفكرية والدينية. حتى القرون الأولى بعد مجئ المسيح، وكان الدين السائد في المنطقة الزرادشتية لكن البوذية والمانوية والمسيحية جذبت أعدادا كبيرة من الأتباع.

## العهود الإسلامية المبكرة

عصر الخلافة
التوسع في عهد رسول الله محمد, 622–632/هـ 1-11
التوسع في عصر الخلافة الراشدة 632–661/هـ 11-40
التوسع في عهد الخلافة الأموية, 661–750/هـ 40-129

جلب الفتح الإسلامي في آسيا الوسطى بقيادة العرب، والذي اكتمل في القرن الثامن الميلادي، دينا وثقافة جديدا إلى المنطقة لا تزال مهيمنة حتى الآن. غزا العرب بلاد ما وراء النهر لأول مرة في منتصف القرن السابع الميلادي من خلال غارات متفرقة أثناء غزوهم لبلاد فارس. المصادر المتاحة عن الفتح العربي تشير إلى أن السغد والشعوب الإيرانية الأخرى في آسيا الوسطى كانوا غير قادرين على الدفاع عن أراضيهم ضد العرب بسبب الانقسامات الداخلية وغياب القيادة القوية. في المقابل قاد المسلمين جنرال حكيم هو قتيبة بن مسلم إلى جانب الرغبة الكبيرة في نشر دينهم الجديد (البداية الرسمية لنشر الدين الإسلامي كانت في عام 622). بسبب هذه العوامل السابقة فتحت بلاد ما وراء النهر بسهولة وانتشر الدين الجديد تدريجيا في المنطقة. الثقافة الأصلية لشعوب المنطقة بدأت تنحصر أمام الثقافة والدين الجديدين وأصبحت أسيا الوسطى منطقة إسلامية وزادت ترسخا بانتصار الجيوش العربية على الصينية عام 750 في معركة نهر طلاس.
تحت الحكم العربي احتفظت آسيا الوسطى بالكثير من طابعها الإيراني وبقيت مركزا مهما للثقافة والتجارة لعدة قرون بعد الفتح العربي. ومع ذلك كانت اللغة العربية حتى القرن العاشر الميلادي لغة الحكومة والتجارة والأدب. واصلت بلاد ما وراء النهر كلاعب سياسي هام في الشؤون الإقليمية، كما أنها كانت تحت السلالات الفارسية المختلفة. في الواقع تم تأسيس الخلافة العباسية التي حكمت الوطن العربي لخمسة قرون ابتداء من عام 750 بفضل يعود جزء كبير منه إلى المساعدة من أنصار تلك الخلافة في آسيا الوسطى الذين ناضلوا ضد الخلافة الأموية الحاكمة آنذاك.
في أوج الخلافة العباسية في القرنين الثامن والتاسع، شهدت آسيا الوسطى وبلاد ما وراء النهر عصرا ذهبيا بحق. وأصبحت بخارى واحدة من المراكز الرائدة في مجال التعليم والثقافة والفن في العالم الإسلامي، كانت عظمتها تنافس مراكز ثقافية معاصرة مثل بغداد والقاهرة وقرطبة. وكان بعضا من أعظم المؤرخين والعلماء والجغرافيين في تاريخ الثقافة الإسلامية من تلك المنطقة المنطقة (مثال البخاري).
بدأت الخلافة العباسية تضعف وبدأت المناطق الإسلامية الإيرانية تبرز كحكام لإيران وآسيا الوسطى، كما أن اللغة الفارسية بدأت تستعيد دورها البارز في المنطقة باعتبارها لغة الأدب والحكومة. كان الإيرانيون حكام القسم الشرقي من إيران وبلاد ما وراء النهر. وتحت ظل السامانيون والبويهيين استمرت ثقافة غنية من ثقافة بلاد ما وراء النهر بالازدهار.